# برايان روبنسون (لاعب اتحاد الرغبي)
برايان روبنسون (بالإنجليزية: Brian Robinson)‏ هو لاعب اتحاد الرغبي بريطاني، ولد في 20 مارس 1966 في بلفاست في المملكة المتحدة.

## وصلات خارجية
- برايان روبنسون عل موقع إسبنسكروم (الإنجليزية)
- برايان روبنسون على موقع ItsRugby.co.uk (الإنجليزية)